# Barwik (herb szlachecki)
Barwik – polski herb szlachecki, nadany w zaborze austriackim.

## Opis herbu
W polu czerwonym skos złoty, obarczony różą czerwoną. Nad nim, z lewej, lilia złota, pod nim, z prawej, takaż gwiazda. Klejnot Dwa skrzydła orle czerwone, na prawym gwiazda jak w godle, na lewym lilia jak w godle, między nimi róża jak w godle. Labry czerwone, podbite złotem.

## Najwcześniejsze wzmianki
Nadany pułkownikowi Arnoldowi Barwikowi razem z pierwszym stopniem szlachectwa (Edler von) i przydomkiem von Dub w Galicji 6 lutego 1917 roku.

## Herbowni
Barwik.